# Marius Paškevičius
Marius Paškevičius (Ukmergė, 31 de octubre de 1979) es un deportista lituano que compitió en judo. Ganó una medalla de bronce en el Campeonato Mundial de Judo de 2009 y dos medallas de bronce en el Campeonato Europeo de Judo, en los años 2012 y 2014.

## Palmarés internacional
| Campeonato Mundial | Campeonato Mundial      | Campeonato Mundial | Campeonato Mundial |
| Año                | Lugar                   | Medalla            | Categoría          |
| ------------------ | ----------------------- | ------------------ | ------------------ |
| 2009               | Róterdam (Países Bajos) | Medalla de bronce  | +100 kg            |
| Campeonato Europeo |                         |                    |                    |
| Año                | Lugar                   | Medalla            | Categoría          |
| 2012               | Cheliábinsk (Rusia)     | Medalla de bronce  | +100 kg            |
| 2014               | Montpellier (Francia)   | Medalla de bronce  | +100 kg            |